# Songs from the Electric Sky
Albums de H-Burns
How Strange It Is to Be Anything at All
(2008)
Songs from the Electric Sky est le premier album d'H-Burns, sorti en 2006, chez Noise Digger. Il a ensuite été réédité chez Boxson en 2008.

## Liste des chansons
1. Hear the Bells – 3:31
2. Entwined – 3:22
3. Turning Grey – 3:50
4. Dry Dry Taste – 3:23
5. Days of Being Wild – 2:57
6. Footsteps – 3:39
7. Rise – 3:58
8. Invitation – 1:41
9. Traces on the sand – 3:51
10. Sad City Blues – 2:52
11. Massacre
12. Through the branches